# Myzostoma cryptopodium
Myzostoma cryptopodium is een ringworm uit de familie Myzostomatidae.
Myzostoma cryptopodium werd in 1897 voor het eerst wetenschappelijk beschreven door Wheeler.